# Novorondonia ropicoides
Novorondonia ropicoides là một loài bọ cánh cứng trong họ Cerambycidae.